# Precambrian Research
Precambrian Research est une revue scientifique à comité de lecture qui traite de la géologie de la Terre et de ses voisines planétaires. Elle est publiée par Elsevier et, en 2014, le rédacteur en chef est V. Pease (Université de Stockholm).

## Facteur d'impact
Selon le Journal Citation Reports, la revue a un facteur d'impact 2022 de 3,8.

## Publication
Precambrian Research a été fondée en 1974 et est publiée par Elsevier. Les rédacteurs en chef sont Randall R. Parrish (NERC Isotope Geosciences Laboratory) et Guochun Zhao (Université de Hong Kong).

## Objectif
Precambrian Research vise à publier des articles scientifiques sur le développement précoce de la Terre (Précambrien) et de ses voisins planétaires – y compris la composition, la structure et le développement temporel. Sont traités, entre autres :
- Evolution chimique, biologique, biochimique et cosmochimique ; l'origine de la vie; le développement des océans et de l’atmosphère; les premiers fossiles; paléobiologie
- Géochronologie et géochimie (éléments et isotopes)
- Dépôts précambriens
- Aspects géophysiques de la Terre primitive et des terranes précambriens
- Nature et évolution de la lithosphère précambrienne et des roches du manteau sous-jacent, y compris les processus sédimentaires, métamorphiques et tectoniques.

D'autres recherches axées sur les processus sont menées en combinant les aspects susmentionnés, ainsi que sur des études comparatives qui se concentrent sur les effets de l'évolution précambrienne sur les processus géologiques du Phanérozoïque.